# Rhizochaete
Rhizochaete là một chi nấm thuộc họ Phanerochaetaceae.